# Государственное агентство СССР
Государственное агентство СССР — орган специального назначения в системе центральных органов государственного управления Союза Советских Социалистических Республик. Действовал на правах государственного комитета СССР. Наряду с союзными министерствами и государственными комитетами, агентства осуществляли свою деятельность в рамках правительства СССР.
Список государственных агентств СССР
- Агентство по стандартизации и метрологии СССР (1991)
- Государственное агентство СССР по авторским и смежным правам (1991)
- Государственное патентное агентство СССР (Госпатент СССР, 1991)